# The Dark Order
The Dark Order es un stable de lucha libre profesional de la empresa All Elite Wrestling, quiénes están conformados por Evil Uno, Alex Reynolds, John Silver, Preston Vance, Colt Cabana y Adam "Hangman" Page.
El stable fue creado el 25 de mayo de 2019, a partir del primer evento de Double or Nothing. Más tarde, el grupo fue liderado por Brodie Lee desde su debut el 18 de marzo de 2020, hasta que Lee falleció el 26 de diciembre de 2020.
Uno y Grayson se unieron previamente como Super Smash Brothers, y fueron conocidos principalmente por su trabajo en Chikara y Pro Wrestling Guerrilla (PWG). Reynolds y Silver se unieron previamente como The Beaver Boys, y eran conocidos por su trabajo en Combat Zone Wrestling (CZW).

## Historia

### All Elite Wrestling (2019-presente)
Evil Uno y Stu Grayson hicieron su debut sorpresa como heels bajo el nombre de The Dark Order en Double or Nothing de All Elite Wrestling el 25 de mayo de 2019, que apareció después del combate entre Best Friends y Angélico & Jack Evans. Después de que terminó el partido, las luces se apagaron y cuando volvieron a encenderse, Uno y Grayson estaban en el ring. Las luces se apagaron por segunda vez y cuando volvieron a encenderse, unos secuaces enmascarados rodearon el ring. The Order entonces atacó a los cuatro hombres. Después del ataque, las luces se apagaron de nuevo y desaparecieron. El 13 de julio, The Dark Order debutaron en el evento de Fight for the Fallen clasificándose en la primera ronda del torneo por el Campeonato Mundial en Parejas de AEW quienes derrotaron a The Hybrid 2 (Angélico & Jack Evans) y Jungle Boy & Luchasaurus.
El 13 de noviembre en Dynamite, luego de su victoria sobre Jungle Boy y Marko Stunt, Uno intentó reclutar a Stunt para el grupo, pero Stunt se negó. Las enredaderas golpearon a Jungle Boy y Stunt, y Uno trató de poner una máscara sobre la cara de Jungle Boy, antes de que un Luchasaurus regresara a salvar. La semana siguiente, la primera de una serie de viñetas de Dark Order comenzó a emitirse, y al hacerlo, presentó al portavoz del stable. El 18 de diciembre de 2019, The Dark Order había lanzado un ataque contra The Young Bucks y SCU después de que defendieron sus títulos. Se reveló que Alex Reynolds y John Silver se habían unido a sus filas después de dominar al resto de The Elite. El 1 de enero de 2020 en Dynamite, The Exalted One, se reveló como el misterioso líder fuera de la pantalla. La semana siguiente, Uno comenzó a apuntar a Christopher Daniels como su próximo recluta, luego de su derrota ante Sammy Guevara. Le ofreció una máscara a Daniels, quien se la arrojó antes de ser derrotado por el resto de The Dark Order. El 5 de febrero en Dynamite, Dark Order atacó a SCU y Best Friends, antes de que Daniels viniera a salvar, pero el establo retrocedió tan pronto como llegó al ring.
En mayo, Colt Cabana comenzó una racha perdedora cuando Brodie Lee intentó reclutarlo en The Dark Order. El 10 de junio en Dynamite, después de que Cabana perdió con Sammy Guevara, Lee salió a ayudar a Cabana a ponerse de pie y una vez más le ofreció un lugar en el stable. Más tarde en la noche, se vio a Cabana dirigiéndose a la oficina de Lee. La semana siguiente, Lee le dio a Cabana un sobre que decía que se unirán contra Joey Janela y Sonny Kiss. Al mismo tiempo, Brodie Lee extendió una mano a Anna Jay después de su derrota ante Abadon. Cabana y Lee derrotarían a Janela y Kiss después de que Cabana entendiera a Janela. Durante las próximas semanas, Cabana comenzaría una racha ganadora haciendo equipo con miembros de la Orden Oscura a medida que fue reclutado lentamente en el grupo con el tiempo. Anna Jay más tarde haría su primera aparición junto a Dark Order en el episodio del 29 de julio de Dynamite.
Brodie Lee falleció de una infección pulmonar el 26 de diciembre de 2020. Tras la muerte de Huber, su hijo mayor, Brodie, firmó con All Elite Wrestling y se convirtió en miembro de la facción de su padre a la edad de ocho años, y AEW declaró que puede comenzar de inmediato. actuar para la empresa cuando sea mayor de edad si así lo desea. El 30 de diciembre en Dynamite, conocido como la "Brodie Lee Celebration of Life", contó con miembros de Dark Order ganando cada lucha.

### Circuito independiente (2019)
Después de Double or Nothing, Uno y Grayson fueron reservados para algunos shows independientes, generalmente contra luchadores contratados por AEW, antes del estreno de Dynamite en octubre de 2019. Esto comenzó en el evento de Sixteen de Pro Wrestling Guerrilla, el 26 de julio, marcando su primera aparición en la compañía desde 2013, cuando eran conocidos como los Super Smash Brothers. Derrotaron a Best Friends (Chuck Taylor & Trent) por descalificación, cuando Trent dio un golpe bajo en represalia por The Dark Order haciendo lo mismo cuando el árbitro estaba caído.
El 7 de agosto, en un evento de Oriental Wrestling Entertainment (OWE) en Toronto, derrotaron a Strong Hearts (El Lindaman & T-Hawk). Al día siguiente, aparecieron en un programa de Progress Wrestling en la misma ciudad, pero fueron derrotados por Aussie Open (Kyle Fletcher & Mark Davis), que también involucró a The Butcher y The Blade (Andy Williams y Pepper Parks).

## Miembros

### Miembros actuales
| Nombre        | Tiempo                           | Notas                                                    |
| ------------- | -------------------------------- | -------------------------------------------------------- |
| Evil Uno      | 25 de mayo de 2019-presente      | Miembro fundador del grupo.                              |
| Alex Reynolds | 18 de diciembre de 2019-presente | Se unieron al grupo tras atacar a SCU y The Young Bucks. |
| John Silver   | 18 de diciembre de 2019-presente | Se unieron al grupo tras atacar a SCU y The Young Bucks. |

### Miembros anteriores
| Nombre              | Tiempo                                                                              | Notas |
| ------------------- | ----------------------------------------------------------------------------------- | --- |
| Brodie Lee          | 18 de marzo de 2020 – 26 de diciembre de 2020                                       | Murió el 26 de diciembre de 2020 a causa de un problema pulmonar (no relacionada al COVID-19).                                                                             |
| Colt Cabana         | 24 de junio de 2020 – presente                                                      | Cabana nunca volvió a aparecer en este grupo para esta fecha. |
| Tay Conti           | 3 de agosto de 2020 – 2 de junio de 2022                                            | Se unió como asociada de Anna Jay. Dejó el grupo para unirse a Jericho Appreciation Society.                                                                               |
| Alan Angels         | 5 de junio de 2020 – 29 de junio de 2022                                            | Dejó la empresa al finalizar su contrato. |
| Anna Jay            | 29 de julio de 2020 – 20 de julio de 2022                                           | Primera luchadora en unirse al grupo. Dejó el grupo para reencontrarse con Tay Conti cambiando a heel por primera vez en su carrera.                                       |
| Preston Vance       | 22 de abril de 2020 – 23 de noviembre de 2022                                       | Dejó el grupo luego de quitarse la máscara y unirse a La Facción Ingobernable.                                                                                             |
| Adam "Hangman" Page | 16 de diciembre de 2020 – 17 de mayo de 2023                                        | Se unió como asociado de Evil Uno. Dejó el grupo para reunirse con The Elite.                                                                                              |
| Stu Grayson         | 25 de mayo de 2019 - 15 de octubre de 2022 15 de marzo de 2023- 15 de junio de 2023 | Miembro fundador del grupo. Dejó el grupo al finalizar su contrato. Regreso a All Elite Wrestling y se unió nuevamente al grupo Dejó el grupo para unirse a The Righteous. |

## Subgrupos

### Subgrupos actuales
| Afiliado          | Miembros                  | Años          | Tipo   | Promoción(es) |
| ----------------- | ------------------------- | ------------- | ------ | ------------- |
| Five and Dime     | Alan Angels Preston Vance | 2020-2022     | Equipo | AEW           |
| Reynolds & Silver | Alex Reynolds John SIlver | 2020-presente | Equipo | AEW           |

## Campeonatos y logros
- All Elite Wrestling
  - AEW TNT Championship (1 vez) – Brodie Lee
  - AEW World Championship (1 vez) - Hangman Page
  - Dynamite Awards (1 vez)
    - Biggest WTF Moment (2022) – TayJay (Anna Jay and Tay Conti) vs. The Bunny and Penelope Ford in a Street Fight on New's Year Smash (December 31)